# Wendie Malick
Wendie Malick (Buffalo, New York, 1950. december 13. –) amerikai színésznő, modell. Leginkább sitcomokban nyújtott szerepeiről ismert. Ismertebb szerepei Judith Tupper Stone az HBO Dream On című sorozatából, Nina Van Horn az NBC Divatalnokok című sorozatából és Victoria Chase a TV Land Vérmes négyes című vígjátéksorozatából.
Ő alakította továbbá Gayle Buchanan-t a Baywatch-ban, illetve Ronee Lawrence-et a Frasier – A dumagépben. Filmes és televíziós munkái mellett szinkronszínészként is tevékenykedik.

## Élete
Buffalóban született Gigi és Ken Malick gyermekeként. Anyja modell volt, míg apja eladó. Vezetékneve arabul "királyt" jelent, apai nagyapja ugyanis egyiptomi származású volt. Francia, német és angol felmenőkkel is rendelkezik. 1968-ban érettségizett a Williamsville South High School tanulójaként. A William Esper Studio öregdiákja.

## Magánélete
Első férje Mitch Glazer forgatókönyvíró volt 1982-től 1989-ig. 1995 óta Richard Erickson a férje. Topangában (Kalifornia) élnek.